# Malinalxóchitl
Malinalxóchitl o Malinalxochi (del náhuatl: malīnalxōchitl ‘su flor de hierba’‘malinalli, hierba [para hacer cordeles]; xochitl, flor; i, su’) en la mitología mexica era una bella hechicera o terrible diosa de las serpientes, escorpiones y de los insectos del desierto, que podía mandar sobre los animales, hermana del dios Huitzilopochtli.
Aterrorizaba a los mexicas durante su peregrinación previa a la fundación de Tenochtitlan devorando corazones humanos, por lo que se quejaron con Huitzilopochtli, su hermano, quien contestó que ella vino para conquistar y apoderarse de los tesoros, y no para embrujar, por lo que decidió aprovechar el sueño de su hermana Malinalxóchitl para abandonarla. Esta, al despertar, enfureció por el abandono, reunió a su gente (los de su "calpulli") y se marcharon a poblar un lugar que fue denominado Malinalco.
Conforme a la Crónica Mexicáyotl, en Malinalco se unió al rey Chimalcuauhtli con quien procreó a Copilli, que luego comandaría a varios pueblos en contra de los aztecas, quien tras ser vencido fue sacrificado y su corazón extraído. Según el mito, del corazón de Copil, hijo de Malinalxóchitl, nació el nopal donde los aztecas vieron al águila devorar una serpiente sobre el lago de que fue la señal para fundar Tenochtitlan.
Malinalxóchitl, hechicera con un corazón lleno de maldad pero en la tradición popular se le recuerda como una mujer sabia y hermosa que representa la esencia femenina de Malinalco, también se le conoce con el nombre de Matlalatl “hermosa mujer de las aguas azules”.

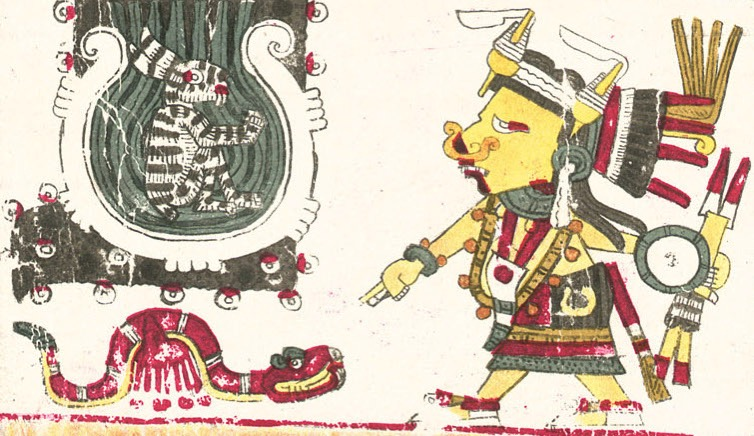
Detalle del "Códice Borgia" donde se retrata a Malinalxóchitl.

## Mito de Malinalxóchitl
Durante los relatos de la peregrinación de los aztecas desde Aztlán a Tenochtitlan, se habla de la hermana de Huitzilopochtli (dios principal y el que iba dirigiendo al pueblo azteca), una mujer de nombre Malinalxóchitl (Hierba torcida) que no era amada por el pueblo azteca, pues tenía fama de ser una hechicera porque tenía la capacidad de convertirse en cualquier tipo de animal para lastimar o también por medio de su mirada podía lanzar a sus víctimas animales peligrosos. Es por eso, que cuando llegó la noche, el pueblo azteca junto con su dios Huitzilopochtli, decidieron proseguir con el viaje, aprovechando que Malinalxóchitl se encontraba en un sueño profundo para así poder abandonarla. Al despertar la mujer y su gente, se dan cuenta de que el grupo ya había emprendido la marcha y que, efectivamente habían sido abandonados, enfurecida jura venganza en contra su hermano y decide seguir con su viaje ya que no sabía por cual rumbo se había dirigido el pueblo azteca, llegando a Texcaltepec, donde tuvieron oportunidad de quedarse.

“Venida la mañana y hallándose sola con sus ayos Malinalxóchitl, llorando con mucho dolor, quejándose de su hermano por la burla que le había hecho dejándola… tomó consejo de sus ayos y con la gente que con ella había quedado; se fueron a un lugar donde ahora llaman Malinalco, el cual fue poblado de aquella señora con su gente, tomando la denominación el sitio de ella… y así este pueblo se llama Malinalco, y esta es costumbre de esta generación poner el nombre al pueblo de su primer fundador… A la gente de esta parcialidad han tenido y tienen hasta el día de hoy por brujos y hechiceros, lo cual dicen heredaron y dependieron de su señora y fundadora de su provincia”.

Malinalxóchitl contrajo matrimonio con el gobernante de Malinalco, llamado Chimalcuauhtil, con quien procreó un hijo llamado Copil. Malinalxóchitl lo educó y le enseñó las artes de la hechicería, para que el día que su hijo Copil tuviera edad suficiente, pudiera vengar todo lo que su tío, el dios Huitzilopochtli, le había hecho sufrir a su madre, alejándola y quitándole su prestigio entre los aztecas. Cuando por fin, éste se hizo hombre, decidió vengar la afrenta que Cuauhtlequezqui Huitzilopochtli había hecho a su madre Malinalxóchitl y a todos los culpables de su dolor.
Es por ello que Copil, decidió ir de pueblo en pueblo para hablar mal de los aztecas y de su principal dios, diciendo que eran humanos salvajes y malvados y así poder obtener su apoyo en contra del pueblo de Huitzilopochtli, cosa que logró con éxito, ya que los pueblos vecinos estaban impactados del daño que los aztecas podían lograr si llegaban a ir a su tierra, así que se negaron a aceptarlos en su nación y decidieron unirse todas las ciudades comarcanas de Azcapotzalco y de Tacuba, de Coyoacán y Xochimilco, de Culiacán y Chalco para matarlos. Copil tuvo éxito con sus intrigas y prosiguió su plan de venganza estableciéndose en la loma del cerro que estaba localizado a un principio de la laguna llamada Tepetzingo, en donde se encuentra un manantial de agua caliente que actualmente sigue sirviendo para que las personas se bañen. El plan de esperar en el cerro para observar lo que iba a suceder, esperando la extinción de los aztecas y el anhelo de ser el dios de toda la tierra si es que su plan daba resultado. Pero fue todo lo contrario porque su tío, el dios Huitzilopochtli, informó a su pueblo y mandó a sus sacerdotes antes de que los otros pueblos llegaran a atacar, para que estos lo agarraran desprevenido y cumplir con su tarea de arrancarle el corazón para después usarlo como ofrenda a su dios Huitzilopochtli. Cuando el ayo llamado Cuauhtloquetzi y los sacerdotes encontraron a Copil y le arrancaron el corazón para ofrendárselo a su dios pero éste les dio la orden de arrojarlo en mitad de la laguna, en un cañaveral.
El corazón de Copil fue a caer en medio del lugar donde ahora todos conocen como Tlacocomulco, lugar del cual se dice y cuenta que sobre el corazón de Copil nació el nopal sobre el que posó el águila para devorar a la serpiente, lo que define el lugar del nacimiento de Tenochtitlan.

... Del cual corazón fingen que nació el tunal

donde después se edificó la Ciudad de México...

El lugar que nacieron aquellas fuentes de agua

caliente se llama Acopilco ,que quiere decir el agua de Copil...
México Tenochtitlán

También se dice que después de la muerte de Copil, nacieron las aguas calientes en ese mismo cerro y que por eso se le da el nombre de Acopilco, que significa “Agua de Copil”.
Malinalco con Aztlán están conectados por estos sucesos, el lugar mítico de donde surgieron las familias toltecas chichimecas, y con el lugar en medio de la gran laguna de la luna donde floreció también, desde el mítico corazón de Copil, la asombrosa y respetada, por todos los humanos, ciudad capital de los aztecas, el altépetl, México Tenochtitlán.